# Drapetis arenaria
Drapetis arenaria är en tvåvingeart som beskrevs av Smith 1969. Drapetis arenaria ingår i släktet Drapetis och familjen puckeldansflugor. Inga underarter finns listade i Catalogue of Life.